# Palais Gabrielli-Mignanelli
Le palais Gabrielli-Mignanelli est un palais situé dans le centre historique de Rome. Il abrite aujourd'hui le siège de la société de mode Valentino.

## Emplacement
Il est situé dans le centre de Rome, dans le Rione Campo Marzio, du côté est de la Piazza Mignanelli.

## Architecture et histoire
Il a été construit par l’architecte Moschetti pour la famille Gabrielli, comtes de Gubbio, comme un bâtiment de deux étages. En 1615, à la suite du mariage de Maria Gabrielli et de Giovanni Mignanelli, petit-neveu du cardinal Fabio, la propriété du bâtiment passe à la famille Mignanelli, originaire de Sienne.
De 1834 à 1865, le palais fut loué à la Banca Romana, et abrita également des associations culturales françaises, telles que le Circolo dei Francesi. À partir de 1870, l’architecte Andrea Busiri Vici agrandit le bâtiment. L’agrandissement a été financé par le nouveau propriétaire, la Sacrée Congrégation pour la Propagation de la Foi (SCPF). La congrégation a installé une école et une imprimerie dans l'édifice.
Le bâtiment abrite aujourd'hui le siège de la société de mode Valentino. Son créateur, Valentino Garavani y possède également un espace de vie privé.

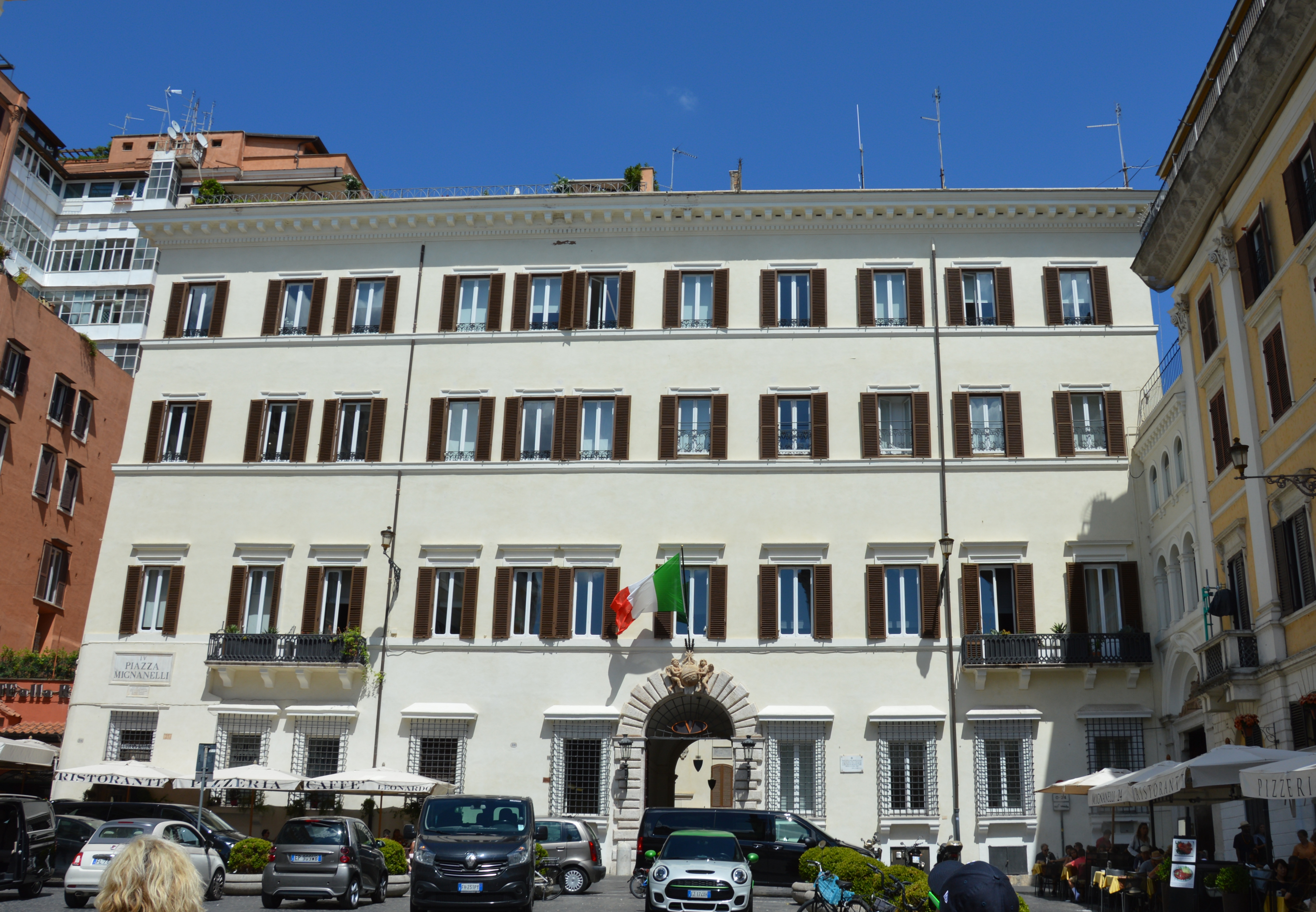
Palais Gabrielli-Mignanelli
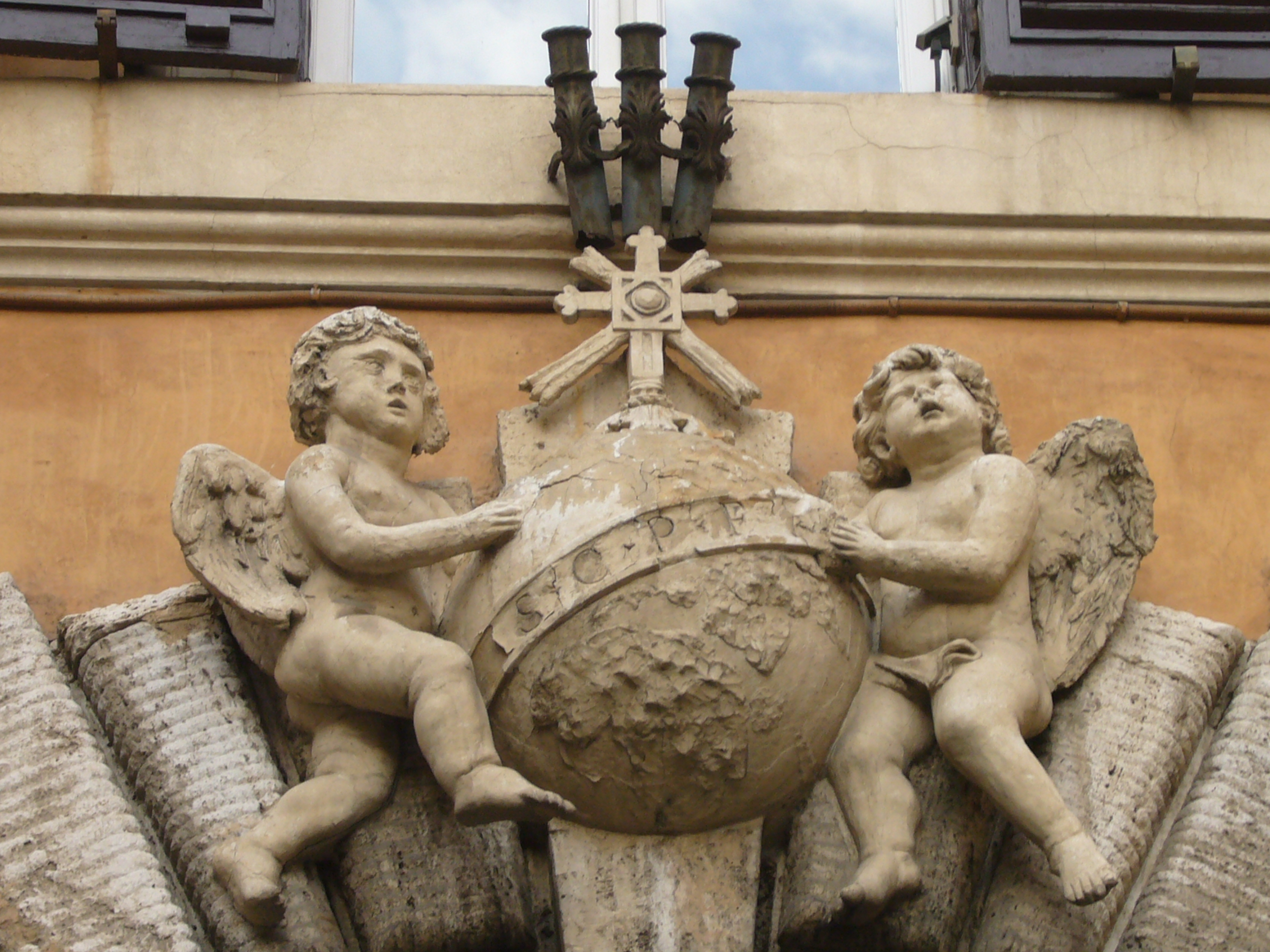
Globe terrestre portant des anges portant l'inscription SCPF au-dessus du portail